# Адисман, Александр Анисимович
Александр Анисимович Адисман (26 октября 1905, Алтынкуль, Андижанский уезд — 6 ноября 1982, Ташкент) — советский футболист, полузащитник. Отличник физической культуры (1958).

## Биография
Капитан сборной Узбекистана на I Всесоюзной Спартакиаде 1928 года. В 1932 году в матче со сборной рабочего спортивного союза Германии (4:2) забил два гола.
Выступал за «Динамо» Ташкент. В 1937 году, когда команда дебютировала в соревнованиях команд мастеров, в первенстве группы «Г» провёл два матча. В Кубке СССР 1939 года вместе с командой дошёл до полуфинала. В трёх играх забил один гол.
Участник Великой Отечественной войны, сержант, заведующий складом артснабжения 731 зенитно-артиллерийского полка, Киев (1944-45). Награждён медалью «За боевые заслуги» (14 июля 1945).